# Bubo cinerascens
Серый филин, или абиссинский филин (лат. Bubo cinerascens) — вид птиц рода филины, обитающий в Африке.

## Описание
Долгое время считался подвидом африканского филина, однако впоследствии был выделен в отдельный вид. Имеет бледно-коричневое или серое оперение, с узкими поперечными полосами и тёмными пятнами на груди. Взрослая птица достигает размеров около 43 см и веса в 500 грамм. Глаза тёмно-коричневые (не жёлтые).

## Распространение
Обитает на обширных засушливых территориях южнее Сахары. Ареал растянулся от Сенегала и Гвинеи на западе, до Судана и Сомали на востоке. Его среда обитания — скалистые горы, холмы, полупустыни и саванны с редкими деревьями и кустарниками, где они по ночам охотятся на мелких млекопитающих, птиц, ящериц, насекомых и пауков. Как правило избегает густых лесов.

## Размножение
Гнездо строит в углублении на земле, среди камней или в защищённом месте утеса, хотя иногда повторно использует старые гнёзда более крупных птиц на деревьях. Сезон размножения длится с ноября по май. В кладке 2–3 яйца.